# Ley de Laplace
La ley de Laplace es una ley física que relaciona el cambio de presiones en la superficie que separa dos fluidos de distinta naturaleza con las fuerzas de línea debidas a efectos moleculares. 

## Etimología
La ley de Laplace lleva el nombre en honor del físico y matemático francés Pierre Simon Laplace. A veces llamada ley de Laplace-Young por Thomas Young. 

## Historia
El interés por el fenómeno data de comienzos del siglo XVIII, cuando Francis Hauksbee realizó varias observaciones experimentales en fluidos que fueron posteriormente reproducidas en 1718 por James Jurin durante sus estudios sobre la capilaridad. En los Experimentos fisiomecánicos de Hauksbee se proponía una fuerza atractiva limitada a ciertas distancias como explicación de los fenómenos observados. En 1751, Johann Andreas Segner llegó a la misma conclusión.
Thomas Young desarrolló en 1804-1805 la explicación cualitativa del fenómeno en su Ensayo sobre la cohesión de los fluidos que Laplace justificaría matemática y cuantitativamente un año después de forma independiente en su Mecánica celeste. Para ello Laplace tomó la idea de una fuerza cohesiva que habían trabajado previamente Hauksbee y Segner.
Sería Carl Friedrich Gauss quien en 1830 unificó el trabajo de ambos y desarrolló las ecuaciones diferenciales y las condiciones de contorno asociadas usando el principio de las potencias virtuales, lo que hace que algunos autores hablen de la ecuación de Young-Laplace-Gauss. Fue asimismo obra de Gauss la generalización del principio al caso de una interacción entre fluido y un sólido. Franz Ernst Neumann añadiría posteriormente detalles adicionales.

## Simbología
| Símbolo                  | Nombre                                                                | Unidad  |
| ------------------------ | --------------------------------------------------------------------- | ------- |
| {\displaystyle g}        | Gravedad                                                              | m / s2  |
| {\displaystyle H}        | Curvatura de la superficie                                            | m-1     |
| {\displaystyle h}        | Altura que alcanza la línea de contacto del fluido con el tubo        | m       |
| {\displaystyle R_{1}}    | Radio de curvatura perpendicular 1                                    | m       |
| {\displaystyle R_{2}}    | Radio de curvatura perpendicular 2                                    | m       |
| {\displaystyle r}        | Radio de tubo                                                         | m       |
| {\displaystyle \Delta p} | Salto de presión entre superficies (siempre mayor en el lado cóncavo) | Pa      |
| {\displaystyle \rho }    | Densidad                                                              | kg / m3 |
| {\displaystyle \sigma }  | Tensión superficial                                                   | N / m   |
| {\displaystyle \gamma }  | Tensión superficial interfacial                                       | N / m   |
| {\displaystyle \theta }  | Ángulo de contacto                                                    | °       |

## Consideraciones previas

### Causas del fenómeno
Todas las moléculas de un medio fluido interaccionan entre sí, dando una resultante total nula para una partícula completamente rodeada de semejantes. Sin embargo, las superficies de los límites del volumen fluido solo sufren este efecto en uno de sus lados, lo que hace que pueda haber una resultante diferente de cero.
En el caso de una superficie de entrefase plana, la resultante sigue siendo cero, pues los desequilibrios se siguen anulando por la simetría. Sin embargo, en una superficie curva aparecen descompensaciones: las moléculas tienen más vecinas en una dirección y se sienten más atraídas por las fuerzas de cohesión hacia dicha dirección.

### Consideraciones dimensionales
Las fuerzas involucradas en la superficie del líquido se expresan como fuerzas por unidad de longitud, siendo su unidad en el Sistema Internacional el Newton/Metro. Sin embargo, la fuerza puede definirse como energía por unidad de longitud, lo que hace esa formulación equivalente a una de energía por unidad de superficie. Esto permite, como se usará en el apartado de las gotas, ver los efectos de la ley de Laplace como una expresión de la energía que cuesta formar la superficie de la interfase.

### Ángulo de contacto

Ángulos de contacto respectivamente que tiene el caso del agua, un fluido que no genera menisco y otro fluido que se comporta como el mercurio.

Si bien la ley de Laplace permite ver fácilmente el comportamiento entre dos fases fluidas, cuando se analiza el problema del menisco se complica la resolución por la presencia de múltiples interacciones. En la región donde se produce el menisco hay fuerzas atractivas entre las partículas fluidas del líquido, entre estas y las del aire y entre ellas y el sólido que forma el recipiente. Para simplificar el cálculo, se tienen tabulados los llamados ángulos de contacto que indican la inclinación que forma el menisco. El más habitual, el del agua con el vidrio es 0°, mientras que la contraposición habitual en los manuales de texto, el mercurio, tiene 140°. Coloquialmente se ha hablado en mecánica de fluidos de fluidos que "mojan" (como el agua) y los que "no mojan" (como el mercurio).

## Descripción
En su forma más general se puede expresar como: 
{\displaystyle \Delta p=\sigma \left({\frac {1}{R_{1}}}+{\frac {1}{R_{2}}}\right)}
A veces se usa {\displaystyle H={\frac {1}{R}}}. Lo cual pone de manifiesto que el salto de presiones en un punto de la superficie solo depende del valor de la tensión superficial y de la curvatura media de la superficie en ese punto.
Habitualmente se trabaja con conductos cilíndricos o esféricos, por lo que la ecuación se puede simplificar a las formas más usuales:
| Fórmula                                          | Observación |
| ------------------------------------------------ | --- |
| {\displaystyle \Delta p={\frac {2\ \sigma }{R}}} | Para las esferas (gotas, burbujas, alveolos...), y cilindros (vasos sanguíneos, probetas, tuberías...) ya que {\displaystyle R_{1}=R_{2}} |
| {\displaystyle \Delta p={\frac {\sigma }{R}}}    | Para meniscos planos (entre dos superficies paralelas), ya que {\displaystyle R_{2}=\infty }                                              |

Se trata de una ecuación de interés físico para explicar la forma de las burbujas que forma un fluido inmiscible en otro y los meniscos que forman los fluidos en probetas. A través de estos últimos permite explicar el fenómeno de la capilaridad. Es de particular importancia en biología y medicina donde permite explicar varios mecanismos respiratorios y cardiovasculares.

## Aplicaciones

### Capilaridad

Efectos de la capilaridad.

Si se combina el salto de presiones que generan las fuerzas de la tensión superficial con el gradiente de presión de una columna fluida en reposo (donde la presión varía con la altura en función de {\displaystyle \rho \ g\ h}) en un conducto circular se llega a la Ley de Jurin (así llamada por el físico británico James Jurin):
{\displaystyle h={\frac {2\ \gamma \ \cos {\theta }}{\rho \ g\ r}}}
En la imagen se pueden ver las consecuencias de esta ley. La superficie externa del fluido se encuentra a la presión atmosférica. El salto de presiones en el menisco lleva a un cambio de altura para que el fluido se mantenga en equilibrio. Los efectos del ángulo de contacto llegan a cambiar el sentido de la columna cuando el coseno cambia de signo. Los dos conductos en el agua muestran el efecto del radio del conducto: a mayor radio, menor curvatura y menos presión empuja el líquido por Laplace, generando una columna de líquido menor por Jurin.
Este fenómeno se encuentra presente en el transporte de líquidos en plantas, el efecto del agua en suelos y aplicaciones tecnológicas

### Análisis teórico de gotas, burbujas y pompas
La ecuación de Laplace-Young, aplicando la simetría esférica puede usarse para analizar gotas y burbujas. Supóngase una gota de la fase α dentro de otra fase β. Se puede pensar, por ejemplo, en una gota de líquido cayendo libremente en el aire. Si su tamaño y densidad no son grandes, los efectos gravitatorios son pequeños y pueden no tenerse en cuenta con lo que se puede plantear un equilibrio estacionario. El mismo análisis puede realizarse a la inversa, para una gota de aire en un líquido o para una gota de un líquido en otro. 
Un primer resultado es ver que la gota tenderá a disminuir su superficie adoptando la forma esférica. Si no se consideran más efectos que la energía almacenada como presión, la ecuación de Laplace indica la relación entre la energía superficial y la energía encerrada en la gota. La esfera es el caso óptimo donde se requiere menor energía superficial. La ecuación de Laplace permite el cálculo de la presión en la gota y justifica el efecto de los surfactantes que, al alterar la tensión superficial, afectan al radio de las gotas.
Otro caso habitual es el de una burbuja de vapor encerrada en la fase líquida de la misma sustancia. La generación de esta burbuja se suele deber a efectos locales que no se pueden modelar con modelos estacionarios como el de Laplace. En ese caso, el planteamiento completo de las ecuaciones de Navier-Stokes lleva a la ecuación de Rayleigh-Plesset. Esta, usada para modelar flujos en cavitación, engloba a la de Laplace-Young como un caso particular donde el tamaño de la burbuja es estacionario (no cambia en el tiempo).
El caso de una burbuja de agua en el aire es ligeramente distinto de los casos anteriores. Se dan dos superficies de contacto entre el agua y el aire, una en el interior de la burbuja y otra en el exterior. Haciendo el equilibrio de fuerzas, la ecuación de Laplace lleva a: 
{\displaystyle \Delta p={\frac {4\ \sigma }{R}}}
donde la variación de presión se produce entre el ambiente exterior y el aire encerrado en interior de la burbuja.

### Medicina
En medicina, la ley de Laplace establece la relación entre la tensión parietal, la presión transmural (diferencia entre la presión intravascular y la presión intersticial) y el grosor de la pared de los vasos sanguíneos. La tensión parietal representa la fuerza por unidad de longitud tangencial de la pared vascular, la cual se opone a la fuerza de distensión vascular generada por la tensión vascular. La tensión parietal de la aorta tiene valores de 170 000 a 200 000 dinas/cm, lo cual corresponde a un radio de 1,5 cm y a una presión de 10 cm Hg. En contraste con la aorta, los capilares cuya tensión parietal es de solo 16 a 17 dinas/cm debido a su pequeño radio (0.0005 cm) y su presión interna (17 a 25 mmHg). El diámetro pequeño de los capilares es una propiedad que les permite soportar presiones relativamente grandes aunque su pared sea lábil.
Esta ley también ilustra la presión necesaria para mantener el alveolo sin colapsarse. Debido a la existencia del fluido surfactante que rodea el interior del alveolo, previene que éste se colapse. La presión necesaria para evitar que el alveolo se colapse como consecuencia de la tensión superficial alveolar es proporcional a dicha tensión superficial e inversa al radio del alveolo. 
En la insuficiencia cardíaca, la dilatación de los ventrículos es causal del aumento en la tensión parietal necesaria para producir cierta presión intraventricular durante el periodo de sístole, originando que el trabajo cardíaco sea mayor en los ventrículos dilatados en comparación con los ventrículos normales
La ley de Laplace también tiene una participación importante en la estenosis aórtica. La estenosis aórtica implica un gradiente de presión entre el ventrículo izquierdo (VI) y la aorta (Ao). Esto causa una sobrecarga de presión para el VI que debe vencer dicha dificultad de vaciamiento, y además causa un estrés sobre la pared ventricular la cual desencadena una hipertrofia concéntrica del VI y un proceso de remodelación ventricular por acúmulo de fibrosis por colágeno.
Un aneurisma es una lesión vascular donde una porción del vaso adelgaza su grosor en comparación de las otras, lo que aumenta la posibilidad de ruptura en este sitio. Sucede un efecto similar en la hipertensión arterial crónica, donde se ha observado un aumento en el grosor de la pared arteriolar (lo cual disminuye la tensión parietal) y reduce la probabilidad de ruptura en este sitio.

### Flujos de fluido

Fase intermedia de la rotura de un flujo en gotas. Obsérvese las dos curvas con igual radio pero diferente signo, sometidas a la ley de Laplace

La ley de Laplace permite modelar la curvatura de un flujo fluido inmerso en otro ante perturbaciones ambientales. Las consecuencias de la alternancia de curvarturas positivas y negativas puede inestabilizar el flujo, generando su separación en gotas con igual volumen y menor área superficial.